# Brookes (navire)
Pour les articles homonymes, voir Brookes.

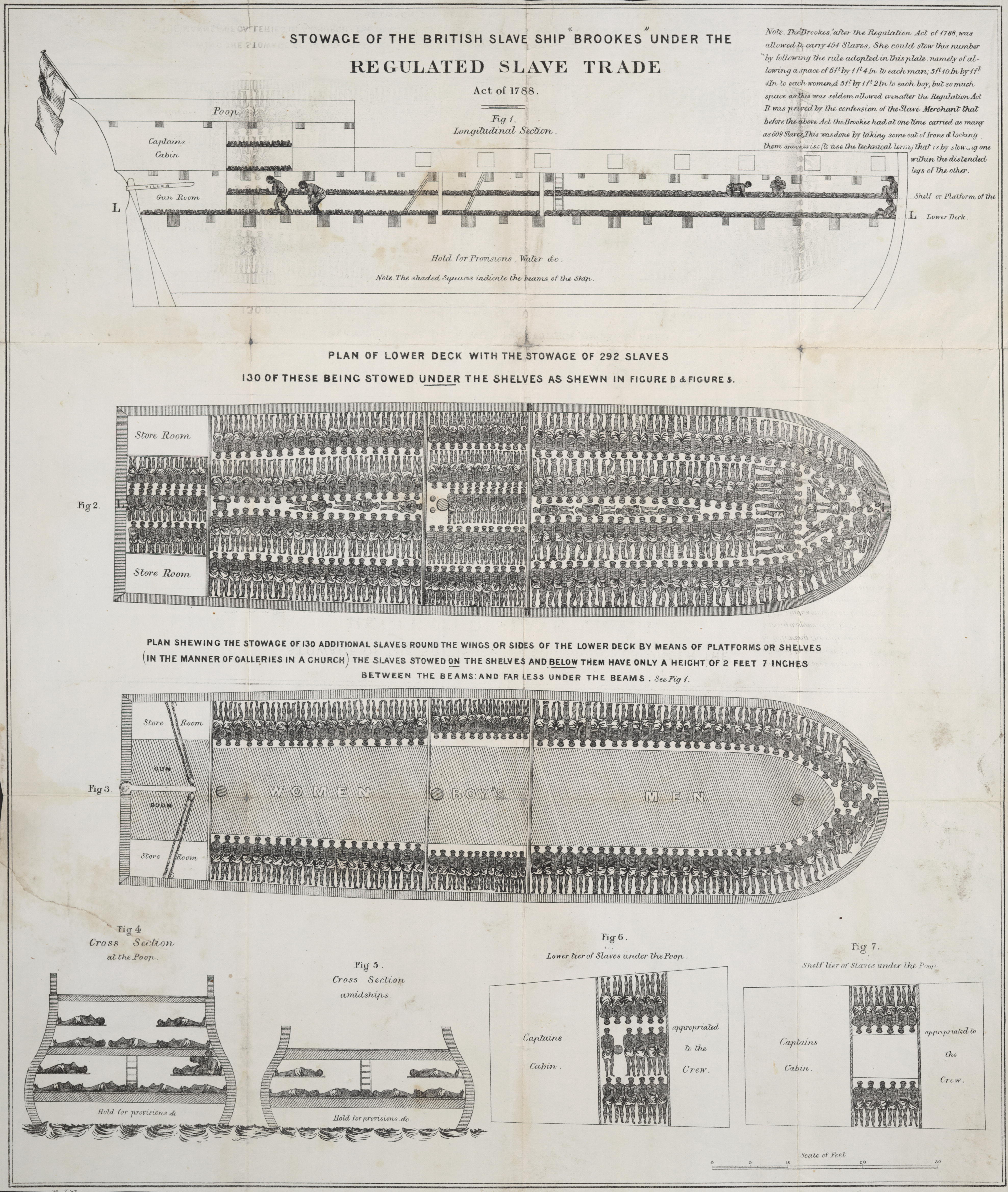
Plan du Brookes par Thomas Clarkson.

Le Brookes était un navire anglais de Liverpool affecté à la traite négrière dont les plans ont été largement distribués à la fin du XVIIIe siècle par les personnes qui luttaient contre la traite négrière et l'esclavage des Noirs d'Afrique.

## Utilisation des plans dans la lutte pour l’abolition de l'esclavage
Des plans très détaillés du navire ont été dessinés à Plymouth (Royaume-Uni) en 1788 par l’abolitionniste Thomas Clarkson, représentant un sur-entassement et diffusés à partir de décembre de la même année par le groupe local de la Society for Effecting the Abolition of the Slave Trade (Société pour l'abolition de la traite, créée l'année précédente). Ils ont été reproduits de très nombreuses fois et ont permis de sensibiliser l'opinion publique sur les conditions épouvantables dans lesquelles les Noirs étaient transportés entre le continent africain et les colonies des pays d'Europe.

## Mortalité sur les bateaux de traite
La mortalité sur les premiers bateaux de traite était particulièrement importante notamment faute d'hygiène suffisante.   Cette mortalité, qui était en moyenne de 20 %, représentait parfois plus de 30 % des captifs. Les officiers et les hommes d'équipage n'étaient pas épargnés.
Les mesures prises par la suite devaient ramener la mortalité autour des 5 %.